# Reiszia
Reiszia (лат.) — род синапсид из подотряда горгонопсов.

## Этимология и систематика
Родовое название данному животному было дано русским палеонтологом Михаилу Феодосьевичу Ивахненко в честь канадского специалиста Роберта Рейша из университета Торонто. Этот род включает в себя два вида. Первый — R. gubini (название дано в честь палеонтолога Ю. М. Губина), известен по голотипу ПИН № 162/32, найденному в месторождении Глядная Щелья в Мезенском районе Архангельской области и включающему в себя неполный череп и фрагменты скелета. Второй вид — R. tippula, известный по голотипу ПИН № 4541/2, найденному в Лешуконском районе. Окаменелый материал скуден: был найден лишь фрагмент кости левой челюсти. Оба вида принадлежат к комплексу мезенской фауны, краснощельской свите и были найдены в отложениях конца казанского — уржумского яруса средней перми.

## Общие сведения
Это животное было описано Ивахненко одновременно с никказавром, на которого оно было весьма похоже. Общие размеры у Reiszia были такие же, как и у никказавра, однако глаза были меньше, а зубы имели несколько другое строение — были более острыми и крупными, имелись небольшие клыки. Возможно, что представители рода Reiszia охотились на другую добычу — к примеру, мелких беспозвоночных.